# Sasaïta
La sasaïta és un mineral de la classe dels fosfats. Rep el nom per la SASA, l'acrònim de l'Associació d'espeleologia sud-africana (en anglès: South African Speleological Association). Els seus membres van explorar per primera vegada la cova de West Driefontein i van descobrir el mineral.

## Característiques
La sasaïta és un fosfat de fórmula química (Al‚Fe³⁺)₁₄(PO₄)₁₁(SO₄)(OH)₇·83H₂O. Va ser aprovada com a espècie vàlida per l'Associació Mineralògica Internacional l'any 1977, sent publicada per primera vegada un any després. Cristal·litza en el sistema ortoròmbic.
Segons la classificació de Nickel-Strunz, la sasaïta pertany a «08.D - Fosfats, etc. només amb cations de mida mitjana, (OH, etc.):RO₄ < 1:1» juntament amb els següents minerals: diadoquita, pitticita, destinezita, vashegyita, schoonerita, sinkankasita, mitryaevaïta, sanjuanita, sarmientita, bukovskyita, zýkaïta, giniïta, mcauslanita, goldquarryita, birchita i braithwaiteïta.
L'exemplar que va servir per a determinar l'espècie, el que es coneix com a material tipus, es troba conservat al Museu del Servei Geològic de Pretòria, a Sud-àfrica.

## Formació i jaciments
Va ser descoberta a la cova West Driefontein, situada a la localitat de Carletonville, al Far West Rand (Gauteng, Sud-àfrica). També ha estat descrita en altres indrets de Sud-àfrica, així com d'Alemanya, Àustria, la República Popular de la Xina, Austràlia, el Canadà i els Estats Units.